# Ozero Borovskoje (sjö i Vitryssland)
Ozero Borovskoje (ryska: Озеро Боровское) är en sjö i Belarus.   Den ligger i voblasten Vitsebsks voblast, i den nordöstra delen av landet, 220 km nordost om huvudstaden Minsk. Ozero Borovskoje ligger 170 meter över havet.
Omgivningarna runt Ozero Borovskoje är en mosaik av jordbruksmark och naturlig växtlighet. Runt Ozero Borovskoje är det ganska tätbefolkat, med 139 invånare per kvadratkilometer.